# Raid sur Saint-Augustine
Guerre anglo-espagnole (1585-1604)
Batailles
- San Juan de Ulúa
- Saint-Domingue
- Carthagène des Indes (en)
- Saint-Augustine
- Puerto Caballos (1er) (en)
- San Mateo (en)
- Guadeloupe (en)
- San Juan (1re) (en)
- Pinos (en)
- San Juan (2e) (en)
- Portobello (en)
- Puerto Caballos (2e) (en)

Açores et îles Canaries :
- Bataille des Açores
- Île Terceira
- Flores
- Las Palmas (en)
- Ferrol - Açores (en)

Eaux européennes :
- Cadix (1er)
- Calais - Gravelines
- La Corogne - Lisbonne
- Détroit de Gibraltar (1er) (en)
- Détroit de Gibraltar (2e) (en)
- Berlengas (en)
- Golfe d'Almería (en)
- Golfe de Gascogne (en)
- Cornouailles
- Cadix (2e)
- Sesimbra (en)
- Dover Strait (en)
- Golfe de Cadix (en)

Allemagne et Pays-Bas :
- Mons
- Goes
- Haarlem
- Schoonhoven (en)
- Gembloux
- Rijmenam
- Noordhorn
- Eindhoven (en)
- Arnhem (en)
- Zutphen
- L'Écluse (en)
- Berg-op-Zoom
- Rheinberg (en)
- Breda
- Deventer
- Groenlo (1er)
- Lippe (en)
- Turnhout
- Bredevoort (en)
- Groenlo (2e)
- Nieuport
- Ostende

France :
- Arques
- Paris
- Rouen
- Craon
- Blaye
- Fort Crozon
- Le Catelet
- Doullens
- Calais (2e) (en)
- Amiens

Irlande :
- Carrigafoyle
- Smerwick (en)
- Côte ouest irlandaise
- Kinsale
- Castlehaven (en)

Le raid sur Saint-Augustine est une attaque menée entre le 27 et le 29 mai 1586 par la flotte du commandeur anglais Sir Francis Drake sur la colonie espagnole de Saint-Augustine, en Floride. À l'issue, la colonie fut capturée et puis mise à feu.
L'opération est inscrite dans le cadre de la guerre anglo-espagnole (1585-1604) et fait partie de la Grande Expédition de Francis Drake. C'est le dernier engagement de Drake sur le Maine espagnol avant qu'il ne se dirige vers le nord pour la colonie de Roanoke. 
L'expédition a également forcé les Espagnols à abandonner toute colonie et tout fort dans l'actuelle Caroline du Sud.
Les événements du raid sont recréés annuellement en juin à la Saint-Augustin.